# برنارد هولي
برنارد هولي (بالإنجليزية: Bernard Holley)‏ هو ممثل بريطاني، ولد في 9 أغسطس 1940 في إيستكوت ‏ في المملكة المتحدة.، وتوفي في 22 نوفمبر 2021.

## أعمال

### أفلام
- (1972) رحلات مع عمتي[5][6]

## وصلات خارجية
- برنارد هولي على موقع IMDb (الإنجليزية)
- برنارد هولي على موقع ميوزك برينز (الإنجليزية)
- برنارد هولي على موقع أول موفي (الإنجليزية)
- برنارد هولي على موقع قاعدة بيانات الأفلام السويدية (السويدية)
- برنارد هولي على موقع قاعدة بيانات الفيلم (الإنجليزية)
- برنارد هولي على موقع كينوبويسك (الروسية)